# Луневые
Лу́невые, лунёвые или лу́ни (лат. Circinae) — подсемейство хищных птиц семейства ястребиных. Представители данного подсемейства распространены на всех континентах. Обитают на открытых пространствах — степях, лугах, болотах и сельскохозяйственных угодиях.
Многие учёные выделяют подсемейство луневых в монотипичное с единственным представителем — родом луне́й.

## Этимология
Научное название подсемейства — circinae, происходит от латинского названия луня́ — circus. Русское название подсемейства образовано по тому же принципу.

## Систематика
В настоящее время систематика ястребиных является предметом научных споров; мнения специалистов расходятся и по поводу того, какие роды включать в состав подсемейства луневых.
Согласно более распространённой версии, подсемейство луневых является монотипичным и представлено единственным родом луне́й.
Другие же учёные включают в состав семейства ещё и род луневых ястребов (Polyboroides) (который обычно выделен в одноимённое подсемейство), и род журавлиных ястребов (Geranospiza) (который по разным версиям включают либо в состав подсемейства канюков, либо в состав подсемейства луневых ястребов).

## Классификация
В состав подсемейства входит единственный род:
- Род Луни (Circus)
  - Вид Болотный лунь (Circus aeruginosus)
  - Вид Австралийский болотный лунь (Circus approximans)
  - Вид Пятнистый лунь (Circus assimilis)
  - Вид Длиннокрылый лунь (Circus buffoni)
  - Вид Серый лунь (Circus cinereus)
  - Вид Полевой лунь (Circus cyaneus)
  - Вид † Circus dossenus
  - Вид † Circus eylesi
  - Вид Американский лунь (Circus hudsonius)
  - Вид Мадагаскарский болотный лунь (Circus macrosceles)
  - Вид Степной лунь (Circus macrourus)
  - Вид Реюньонский болотный лунь (Circus maillardi)
  - Вид Чёрный лунь (Circus maurus)
  - Вид Пегий лунь (Circus melanoleucos)
  - Вид Луговой лунь (Circus pygargus)
  - Вид Африканский болотный лунь (Circus ranivorus)
  - Вид Восточный болотный лунь (Circus spilonotus)
  - Вид Circus spilothorax